# João Mendes de Almeida Júnior
João Mendes de Almeida Júnior (São Paulo, 30 de março de 1856 — Rio de Janeiro, 25 de fevereiro de 1923) foi um advogado, professor, jurista e ministro do Supremo Tribunal Federal brasileiro.

## Biografia
Formou-se em Ciências Jurídicas e Sociais na Faculdade de Direito de São Paulo, recebendo o grau de bacharel, em 30 de outubro de 1877, e o de doutor, em 10 de março de 1880. Nesse último ano, foi eleito vereador da Câmara Municipal de São Paulo da capital e seu presidente no biênio 1881-1882. Em virtude de concurso a que se submeteu, foi nomeado, em decreto de 31 de agosto de 1889, lente substituto da Faculdade de Direito de São Paulo, tendo regido as cadeiras de Direito Eclesiástico, Criminal e Civil; em decreto de 21 de março de 1891, foi nomeado lente catedrático da mesma Faculdade, tendo sido seu diretor de 1910 a dezembro de 1916. Lente acatado por suas doutrinas, professor bondoso e estimado, conseguiu formar na mocidade acadêmica largo círculo de simpatias que o colocaram entre os mais queridos dos membros da Congregação da Faculdade.
Em decreto de 11 de dezembro de 1916, foi nomeado ministro do Supremo Tribunal Federal, preenchendo a vaga ocorrida com o falecimento de Enéas Galvão, tomando posse em 5 de janeiro de 1917. Foi aposentado em decreto de 24 de outubro de 1922. Sua passagem pelo tribunal ficou assinalada por uma série de magistrais arestos que abrilhantaram a coletânea da jurisprudência nacional. João Mendes de Almeida Junior foi notável advogado e grande jurisconsulto. Em 1901, foi incumbido de estudar as bases para a reforma judiciária do estado de São Paulo, e, em 1910, a pedido de Rodrigues Alves, teve idêntica incumbência de organizar as bases do Código de Processo Civil e Criminal do estado.
O projeto que apresentou representa um magistral trabalho, repleto de ensinamentos, digno de ser subscrito pelos mais reputados juristas. Faleceu em 25 de fevereiro de 1923, na cidade do Rio de Janeiro; seu corpo foi transportado para São Paulo, sendo sepultado no Cemitério da Consolação. Em reconhecimento por sua vida dedicada ao Direito e à Justiça, seu nome foi dado ao maior fórum cível do Brasil, construído na década de 50 do século XX,no governo de Jânio Quadros. Em 1955, os alunos da Faculdade de Direito da Universidade Presbiteriana Mackenzie homenagearam o jurista dando o nome de João Mendes Junior a Associação Atlética Acadêmica da Instituição.

## Genealogia
João Mendes de Almeida Júnior era filho do jurista João Mendes de Almeida e de Ana Rita Fortes Leite Lobo. Sobrinho paterno de Cândido Mendes de Almeida.  Neto paterno do capitão-de-milícias Fernando Mendes de Almeida, português, que se radicou em 1816, na cidade de Caxias, Maranhão, onde se casou com Esméria Alves de Sousa. O capitão Fernando Mendes de Almeida era filho dos portugueses João Mendes de Almeida e Maria Escolástica da Fonseca Ramos. João Mendes Júnior foi casado com Leontina Novais.

## Obras publicadas
- As formas orgânicas da praxe forense (1897)
- O processo criminal brasileiro (1901)
- Clímax ou a escada do céu (1902)
- Direito Judiciário Brasileiro: Programa do curso de direito judiciário lecionado na Faculdade de Direito de São Paulo (1910)
- A ideia de autonomia e a pretendida transição do ensino oficial (1912)
- Golpes e retrospectos (1912)
- Os indígenas do Brasil, seus direitos individuais e políticos (1912)
- A uniformidade, a simplicidade e a economia do nosso processo (1915)
- Uma sinopse da história da filosofia (1916)

### Compêndios post mortem
- O século XIX: panorama político (1956)
- Programa de ensino de prática forense (1958)
- Noções ontológicas de Estado, soberania, autonomia, federação, fundação (1960)
- Órgãos da fé pública (1963)